# مارکو کالیگوری
مارکو کالیگوری (انگلیسی: Marco Caligiuri؛ زادهٔ ۱۴ آوریل ۱۹۸۴) بازیکن فوتبال اهل آلمان است.
از باشگاه‌هایی که در آن بازی کرده‌است می‌توان به باشگاه فوتبال گروتر فورث، باشگاه فوتبال ماینتس ۰۵، باشگاه فوتبال آینتراخت برانشوایگ، باشگاه فوتبال دویسبورگ، و باشگاه فوتبال اشتوتگارت اشاره کرد.
وی همچنین در تیم ملی فوتبال زیر ۲۰ سال آلمان بازی کرده‌است.